# Пелта
Пелта, Пелте (на гръцки: πέλτη / péltê (pelta)) или Пелтарион (на латински: Peltarion) е лек щит, използван в античността до към 3 век пр.н.е.. Има форма на полумесец и е изработен от рамка от преплетени тръстикови, върбови, лозови или други клони, върху които се опъва дебела животинска кожа. При сражение пелтата се носи в лявата ръка, като от вътрешната страна се препъхва чрез ремък през лакътя и с длан се захваща втори ремък в другия край. Каишка за носене позволява щита да се носи на гърба при поход. От запазени изображения на античната вазопис личи, че върху лицевата част на щита са поставяни изображения, за които се предполага, че целят да внушат страх на противника или да отблъскват злото от война, който го носи. Ксенофонт описва пелтата като закръглен щит, но подобните щитове са рядкост в античното изкуство.
Пелтата е основно защитно средство на леките тракийски и гръцки пехотинци, наричани по името на щита, Пелтасти. Сходни щитове се срещат при Персите и Скитите, и като трофей в Римската империя. В нордическата хералдика щита е известен като Амазонски щит (на шведски: Amasonsköld).